# ليو كورديرو
ليو كورديرو هو لاعب كرة قدم برازيلي في مركز ظهير ‏، ولد في 27 سبتمبر 1995 في إسبينوزا (ميناس جرايس) في البرازيل. لعب مع نادي جل فيسنتي.

## وصلات خارجية
- ليو كورديرو على موقع Soccerway.com (الإنجليزية)